# Гойняк, Алексей Николаевич
Алексей Николаевич Гойняк (28 апреля 1984 — 19 сентября 2017) — офицер подразделения Сил специальных операций Главного управления Генерального штаба Вооружённых сил Российской Федерации. Герой Российской Федерации, майор.

## Биография
Родился 28 апреля 1984 года в городе Сальске Ростовской области.
В 2001 году окончил среднюю общеобразовательную школу №4 города Сальска, а затем в 2006 году – Рязанское высшее воздушно-десантное командное училище имени генерала армии Маргелова В.Ф..
Служил на различных командных должностях в частях воздушно-десантных войск, дислоцированных на территории Московской области. В дальнейшем служил в составе Центра специального назначения «Сенеж» Сил специальных операций Главного (разведывательного) управления Генерального штаба Вооружённых сил Российской Федерации в посёлке Сенеж Солнечногорского района Московской области.
Принимал участие в военной операции в Сирийской Арабской Республике против международной террористической организации «Исламское государство», где в ходе боевой операции получил тяжёлые ранения.
Умер 19 сентября 2017 года. Похоронен в городе Солнечногорске Московской области на Новом городском кладбище.
Указом Президента Российской Федерации («закрытым») от 2017 года за проявленное мужество и героизм при исполнении воинского долга майору Гойняку Алексею Николаевичу присвоено звание Героя Российской Федерации (посмертно).

## Награды
- Герой Российской Федерации;
- Орден Мужества;
- Медаль «За отвагу»;
- Медаль «Участнику военной операции в Сирии»;
- Медаль «За отличие в военной службе» 3 степени.

## Память
В сентябре 2019 года в городе Сальске на здании средней общеобразовательной школы № 4 установлена мемориальная доска в честь Гойняка Алексея Николаевича, который учился в ней в период с 1991 по 2001 г.г.

## Семья
Алексей Гойняк был женат, есть двое детей. Жена – Гойняк (Савочкина) Олеся Александровна (р. 1985). Сын – Ярослав (р. 2011). Дочь – Евгения (р. 2016).